# André Borbé
Vous pouvez aider à l'améliorer ou bien discuter des problèmes sur sa page de discussion.
- Il ne cite pas suffisamment ses sources. Vous pouvez indiquer les passages à sourcer avec {{référence nécessaire}} ou {{Référence souhaitée}}, et inclure les références utiles en les liant aux notes de bas de page. (Marqué depuis avril 2024)
- Certaines informations devraient être mieux reliées aux sources mentionnées dans la bibliographie ou les liens externes. Améliorez sa vérifiabilité en les associant par des références. (Marqué depuis avril 2024)
- Il ne s’appuie pas, ou pas assez, sur des sources secondaires ou tertiaires. (Marqué depuis avril 2024)

- Archive Wikiwix
- Bing
- Cairn
- DuckDuckGo
- E. Universalis
- Gallica
- Google
- G. Books
- G. News
- G. Scholar
- Persée
- Qwant
- (zh) Baidu
- (ru) Yandex
- (wd) trouver des œuvres sur Wikidata

André Borbé, né à Liège (Belgique) est un auteur, compositeur et interprète belge qui consacre tout son travail à la jeunesse.

## Biographie
André Borbé né à Liège (en Belgique) est auteur, compositeur et interprète. Il consacre l’ensemble de son travail artistique à la jeunesse. Il compte treize albums à son actif. Le plus souvent, il est en tournée avec son équipe de musiciens et techniciens. Ensemble, ils ont présenté plus de 3000 concerts dans le monde : Belgique, France, Suisse, Espagne, Portugal, Brésil, Louisiane, Washington DC, Québec, Cuba, Burkina, Maroc…
Quand il n’est pas sur les routes, André aime partager son expérience d’écriture à travers des ateliers, des stages et des rencontres littéraires. Il écrit également des récits et des poèmes (éditions Averbode), des livres illustrés pour les petits (« Pousse-toi » éditions Langue au chat, « De toutes ses forces » éditions Sarbacane), des romans jeunesse (« 6000 nuits » éditions Naïves, « Granlarge et Loncour » éditions Alice) et des livrets d’opéra (« Sybil et les silhouettes », « Fleur de peau », « Ursule et Hirsute » et « Patiente, mon cœur » créés par l’Opéra Royal de Wallonie).
La tournée de son spectacle « Tympans Pimpants » est couronnée de succès : elle s’étendra sur plus de 3 ans, 450 représentations et sera récompensée par un Sabam Award.
« Zinzin », son 12ème spectacle a reçu le prix de la ministre de la Culture de la Fédération Wallonie Bruxelles.
En 2023, il crée son 13ème spectacle « Grand ciel », adapté du livre éponyme édité chez Alice Jeunesse.

## Œuvre

### Spectacles
- "Le secret de Cécile"
- "Dans la Lune"
- "Tous formidables"
- "Le petit jour"
- "Les 4 jeudis"
- "André Borbé en concert"
- "Le secret des brumes"
- "Tohu-Bohu"
- "Tourne Solo"
- "Brouhaha"
- "Les tympans pimpants" (Sabam Award 2016)
- "Zinzin" (Prix de la Ministre de la Culture de la Fédération Wallonie Bruxelles 2017)
- "Grand ciel"
- "Le grand possible"

### CD
- Le secret de Cécile (1993)
- Dans la Lune (1995)
- Tous formidables (1997)
- Le petit jour (2000)
- Les 4 jeudis (2003)
- André Borbé en concert (2004)
- Le secret des brumes (2007)
- Tohu-Bohu (2009)
- Brouhaha (2013)
- Les tympans Pimpants (2015)
- Zinzin (2018)
- Grand ciel (2023)
- Le grand possible (2024) uniquement disponible sur les plateformes d'écoute en ligne - pas de support physique

### Livres
- Le secret des brumes (2007)
- 6000 Nuits (2011) Éditions Naïve
- Pousse-toi (2017) Éditions Langue au chat
- De toutes ses forces (2018) Éditions Sarbacane
- Granlarge et Loncour (2022) Éditions Alice Jeunesse
- La petite bête (2023) Éditions Alice Jeunesse
- Grand ciel (2023) Éditions Alice Jeunesse
- Nos vies en verre (2024) Éditions Alice Jeunesse